# Августин (Гуляницький)
Єпископ Августин (Андрій Федорович Гуляницький); 3 липня 1838, Піски — 30 листопада 1892, Катеринослав) — український та литовський релігійний діяч ХІХ століття, богослов, духовний письменник, журналіст, церковний історик.
Єпископ Російської православної церкви (безпатріаршої); з 19 січня 1891 р. — Катеринославський та Таганрозький.

## Життєпис
Народився у сім'ї священника Лубенського повіту.
1859 року закінчив Полтавську духовну семінарію, вступив до Київської духовної академії, де 1863 року закінчив курс зі ступенем магістра богослов'я. Залишений при Академії бакалавром по класу порівняльного богослов'я.
У студентські роки займався літературною роботою.
24 травня 1863 року прийняв чернецтво. 24 червня рукоположений у сан ієродиякона. 28 червня 1864 року рукоположений у сан ієромонаха. Виконував роботу помічника інспектора та економа Київської духовної академії. Професорська діяльність ознаменувалася низкою статей з порівняльного богослов'я, надрукованих у «Трудах Київської духовної академії».
1867 року причислений до соборних ієромонахів Києво-Печерської лаври.
8 червня 1869 року зведений в сан архімандрита.

### Еміграція до Литви
З 10 листопада 1870 р. — ректор Вільнюської духовної семінарії та за сумісництвом настоятель віленського Свято-Троїцького монастиря. Служив у Литві до 1881 року, завоювавши великий авторитет у пастви та загалом місцевого імперського начальства. Це спонукало Синод до висвячення вихідця з Гетьманщини на єпископа — річ рідкісна у другій половині ХІХ століття, коли укарїнофобія, зокрема й церковна, стала державною політикою Російської імперії.

### Архієрей
27 червня 1881 р. — хіротонія в єпископа Михайлівського, вікарія Рязанської єпархії.
16 жовтня 1882 року призначений єпископом Аккерманським, вікарієм Кишинівської єпархії, яка обіймала території Румунії, тимчасово окупованої Росією.
30 вересня 1887 р. — єпископ Аксайський, вікарій Донської єпархії.
24 грудня 1888 р. — єпископ Костромський та Галицький.

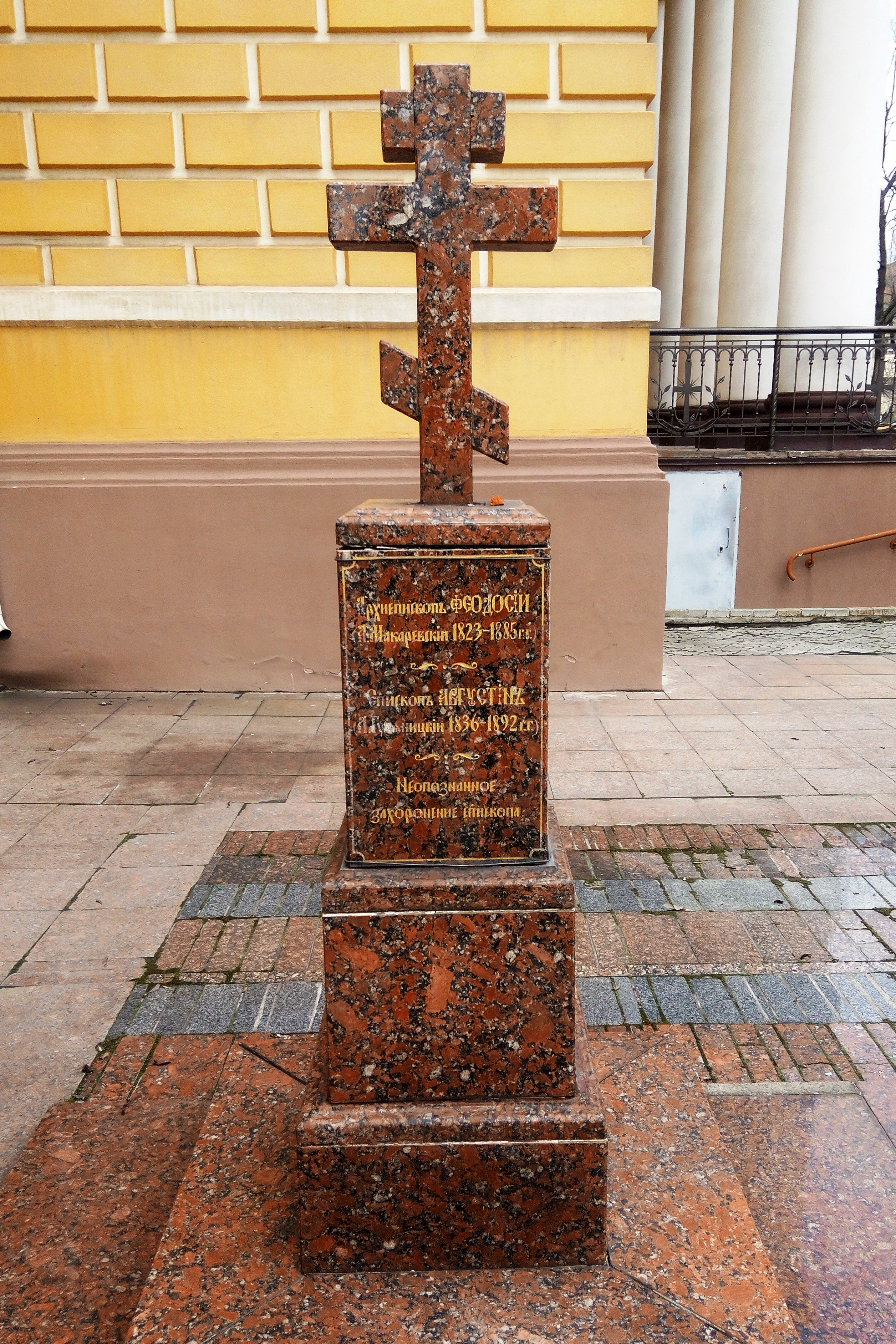
Поховання єпископа Августина (Гуляницького) у Спасо-Преображенському соборi в Дніпрі

Костромською єпархією керував три роки і за цей час встиг зробити багато корисного для кліру та пастви: заснував благочинні ради, створив касу взаємодопомоги для духовенства. Проте сам єпископ Августин всіляко дбав про повернення в Україну. Відтак 14 грудня 1891 року призначений єпископом Катеринославським і Таганрозьким з осідком в Україні. Але менше як за рік його не стало.
Помер 30 листопада 1892 року (за старим стилем) у Катеринославі. Похований 3 грудня того ж року біля Преображенського катедрального собору у Катеринославі.

## Праці
- (рос.)Полемические сочинения против латинян, писанные в Русской Церкви в XI и XII вв. // ТКДА. 1867. № 6, 9;
- (рос.)Два окружных послания св. Климента Римского о девстве и девственницах // Там же. 1869. № 5;
- (рос.)Богословствование Шенкеля // Там же. 1869. № 9 (отд. отт.: К., 1869);
- (рос.)Спор греков с латинянами об опресноках и квасном хлебе в таинстве Евхаристии // Там же. 1870. № 12;
- (рос.)«Руководство к основному богословию» (Вильно, 1876 и след.),
- (рос.)По поводу перевода одной церковной песни, напечатанного в «Душеполезном чтении» за настоящий год // Там же. 1883. № 7;
- (рос.)По поводу перевода ирмоса 9-й песни канона в Великий Четверок // Там же;
- (рос.)По поводу издания «Учебного Октоиха» и «Учебного Часослова»// Там же. 1888. № 11; Руководство к основному богословию. Вильна, 1876. М., 1887. 191410;
- (рос.)Сборник слов, поучений, бесед, речей и кратких благочестивых размышлений. Вильна, 1893;
- (рос.)Рассказы православного о католичестве. Вильна, 1894.